# Charles Beckers
Ne doit pas être confondu avec Charles Deckers.

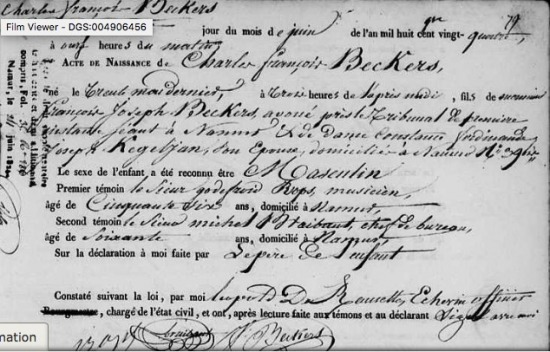
Acte de Naissance de Charles-François Beckers

Charles François Beckers, né le 30 mai 1824 à Namur (Belgique) et mort en 1902 à Bruxelles, est un avocat et magistrat belge, premier président de la Cour de cassation de 1893 à 1899.

## Biographie
Son père, François-Joseph Beckers (1792-1875) était juge de paix à Namur. Il épouse Agnes Ernestine Meunier dont il aura trois enfants, Alice née en 1851, Ernest Constant Georges né en 1852 et Marie Zélie Joséphine née en 1861.
Il siégera pendant 32 ans à la cour de cassation, commençant comme conseiller pour finir par devenir premier président en 1893. Unanimement apprécié et reconnu comme "magistrat d'élite" par ses pairs tant du parquet que de l'ordre des avocats, il quitte ses fonctions après avoir atteint la limite d'age, le 5 juin 1899. Il restera néanmoins président honoraire.
A l'annonce de sa mort, au matin du 17 mars 1902, l'audience à la 2ème chambre de la cour de cassation sera levée en signe de deuil.

## Décorations
- Belgique :  Commandeur de l'ordre de Léopold [3]